# Zachris Nordin
Per Zacharias (Zachris) Nordin, född den 25 december 1868 i Hudiksvall, död den 6 mars 1957 i Gävle, var en svensk ämbetsman.
Nordin blev länsbokhållare i Gävleborgs län 1910 och var landskamrerare där 1918–1935. Han blev riddare av Nordstjärneorden 1924 och kommendör av andra klassen av samma orden 1933.